# أمل عبد الله
أمل عبد الله  (1948  -)، إعلامية ومقدمة برامج تلفزيونية واذاعية وكاتبة كويتية، تعتبر أول صوت نسائي في الإذاعة الشعبية عام 1964، وهي شقيقة الفنانة سعاد عبد الله. كما أنها مثلت لفترة في المسرح إلا انها توقفت عن التمثيل بعدها فا استمرت في تقديم البرامج. حاصلة على بكالوريوس نقد وأدب مسرحي بتقدير امتياز عام 1980.

## حياتها الخاصة
ولدت لعائلة عراقية تزوج والدها ثلاث زوجات وامها الرابعة، وكانت صغيرة السن ومدللة وبقيت ثلاث سنوات حتى أنجبتها، فكانت امل والدها المنتظر، وفي ذاك الوقت كان من الصعب على الرجل ان يأخذ بنتا معه إلى المقهى أو إلى الديوان، لكن والدها كان يأخذها معه لأنه اعتبرها مخلوقة مميزة في حياته، وهذا لم يستمر حيث توفي والدها بعد ولادة أشقائها سعاد وسالم.
بعد زواج والدها من سيدة أخرى لم تسامحته بادئ الأمر بل لاحقا تألمت كثيرا على الرغم من صغر سنها، وعندما كان يزورهم كانت تتعامل معه بعنف، لقد شعرت بانقلاب في حياتها، لكن مع الزمن ادركت ان الإنسان يجب ألاّ يحكم على الآخر من غلطة أو من هفوة، بل عليه دراسة الموقف والتماس العذر للآخرين تزوجت بعد فترة من وفاة والدها نشأن بجوار جدتها وكانت رؤوفة ورحيمة بهم وكانت لديهم خالة أمها لم تنجب

### طفولتها ومشوارها المهني
كانت طفولتها اقرب إلى الانطوائية، كانت تميل إلى الوحدة وترافق الصديقات الأكبر سنا وخبرة في الحياة، بدأت تلتقط منهم ملامح ثقافية، كانت حينها في الكويت مكتبات محدودة وكانت تبيع كتب صغيرة بطبعات من بيروت ثمن الكتاب لا يتعدى «روبية» وهي العملة التي كانت سائدة عندنا في ذاك الوقت، توقفت عن الدراسة وهي في الصف الثاني متوسط وعندها فكرت في العمل فعملت في وزارة الصحة الكويتية في قسم «اختبار أمراض السلّ» وكان عمري ستة عشر عاما وذات يوم فوجئت بإذاعة الكويت تطلب مذيعات للعمل فذهبت وقدمت طلبا للتعيين وبعد أسبوع استدعيت للإذاعة وتم إجراء اختبار شخصي بقراءة نشرة الأخبار ومن ثم عادت إلى المنزل وكان ذلك في الصباح وبعد ساعتين من عودتها إلى المنزل فوجئت بهاتف يخبرها بأن تذهب في اليوم التالي إلى الإذاعة لاستلام العمل وكان في 15 يونيو 1964 نقطة تحول في حياتها أول فقرة قدمتها أغنية للفنان عبد الله الفضالة {مر بي واحترش}، ساهم عشقها للإذاعة متابعتها الحثيثة للإذاعات العربية، إذ انها كانت تستمع لإذاعة صوت العرب والـ بي بي سي العربية وإذاعات عربية أخرى، وبدأت تثقف نفسها بنفسها وتواصل دراستها حتى حصلت على البكالوريوس من المعهد العالي للفنون المسرحية، واصلت مسيرتها في الإذاعة بين التقديم والإعداد، ولم تكتف بذلك بل دخلت التلفزيون من أوسع أبوابه، بعد ذلك التحقت بالدراسات المسائية واستكملت دراستها وحصلت على الثانوية العامة وكانت تتوق لدراسة الصحافة، ولم يكن هناك قسم للصحافة في الجامعة، فقالت له تريد أن تلتحق بقسم التاريخ فطلب منها إرسال أوراقها وشهادتها، وبعد أسبوعين تم قبولها، وقال لي كل الرسوم والكتب هدية منا لك، السنة الأولى لم استطع الذهاب إلى السعودية لتقديم الامتحان، وفي يوم من الأيام عند زيارتها للملحق الثقافي في السفارة السعودية وعندما كنت جالسة عند حمد السليمان وجدت أشخاصا يدخلون ويسألون عن تقديم الطلبات، فسألته عن الموضوع، فقال لها انهم يقدمون منازل للدراسة في جامعة الأمير محمد بن سعود ويدرسون وفق التخصصات، وحينها تم فتح المعهد العالي للفنون المسرحية وعملوا قسما للنقد فقدمت أوراقي إليه وأخذت إجازة دراسية لأتفرغ للدراسة وتخرجت فيه، وكانت من أوائل الخريجين وحصلت على تقدير امتياز في السنوات الأربع التي درستها. عام 1980 وكانت أختها الصغرى سعاد عبد الله تدرس معها في قسم النقد تمثيل وإخراج وسافرت إلى القاهرةو درست في المعهد العالي للفنون المسرحية، وفي اكاديمية الفنون ومعهد الفنون الشعبية، في جامعة الزقازيق بعد حصولها على الثانوية العامة من مصر، وهناك التقت أستاذ الإعلام في جامعة القاهرة الدكتورة نوال عمر عام 1990 وكانت تتردد عليها وهي التي شجعتها على التسجيل في كلية الآداب قسم الإعلام حيث كانت تعمل هناك، وخلال هذه الفترة عملت في إذاعة الكويت من القاهرة، وكانت تذهب للدراسة ثلاثة أيام في الأسبوع ها- وخلال هذه الفترة قدمت للدبلومة في معهد الفنون الشعبية في مجال الفولكلور والفنون الشعبية، وهذا مجال عملها في المجلس الوطني للثقافة والفنون والآداب، لتعود وتدخل عتبة الاعلام المسموع وعام 1992 حصلت على دبلوم في «الفن الشعبي» وعلى دبلوم في الاعلام
قدمت بعدها رسالة الماجستير وتناول موضوعها أغاني النساء لاهتمامها بالتراث من خلال البرامج العديدة التي قدمتها، ووجدت ان أغاني النساء في الكويت ذات أشكال وألوان متعددة  حصلت على جوائز عدة ذهبية وفضية لسهرات تلفزيونية قدمتها ولمسلسلات اذاعية كتبتها، عملت مقدمة برامج وقارئة للنشرة الإخبارية.
شاركت في الأيام الثقافية في لندن، سوريا وتونس، كما دعيت لمنتدى المرأة العربية للمشاركة في ورقة عمل تعاونت قبل فترة مع قناة إم بي سي وقدمت لهم سهرات عندما طُلب منها، ولكن لم يستمر هذا التعاون لأني استشعرت أن كل إدارة لمحطة ما تحرص على الاستعانة بمن هم أهل الثقة وليسوا أهل الخبرة

### حياتها الأسرية
تزوجت للمرة الأولى من شخص يكبرها سنا ولم تنجح هذه التجربة ودام الزواج عامين وتم الانفصال في أواخر الخمسينيات وكانت في السادسة عشرة تزوجت بعدها من زميلها المخرج الفنان عبد الأمير مطر عام 1967 انفصلت عنه لاحقا  لتحظى بحضانة أطفالها وتربيتهم وحدها رزقت منه بلاثة شباب وبنت خالد يعمل في البترول، لديه ولدان وبنت، عبد الرحمن وعبد العزيز وضحى، أما نايف فيعمل في الحرس الوطني ولديه بنت وولد، ضاري وضحى،
أما عبد الله ابنها الصغير فتزوج قبل الكل بعد أن عاش قصة حب سريعة ولديه أربعة أولاد، هو وأولاده يعيشون معها بعد انفصاله عن زوجته، كان يعمل بالجيش وترك، أما ابنتها أماني فتعمل في الإدارة المالية في وزارة الداخلية، درست إدارة أعمال

### موقفها من حرب 1967 في مصر
في أيام حرب 1967 خلال قضائها شهر العسل في مصر، عندما قرر الزعيم جمال عبد الناصر التنحي عن السلطة، نزلت للشارع بعباءة البيت وهتفت مع المتظاهرين تمسكا بهذا الزعيم الذي وحد العرب آنذاك.

### عملها الإعلامي أثناء الغزو العراقي الغاشم
عملت في إذاعة{صوت الكويت} بالقاهرة وكانت تقدم وتوجه رسالة وهي حزينة. فعندما كانت تقرأ نشرة الأخبار، كانت تردد {أحييكم أيها الأخوة في داخل الكويت} وهي تتقطع ألما وكانت على الهواء عندما أُعلن تحرير أول جزء من الكويت في النشرة التي أذيعت وبدعم من وجدي الحكيم.

### تعرضها لوعكة صحية
عام 2015 شعرتة، بنبضات سريعة في قلبها، وكأنها طاقة كهرباء زائدة ع فرقدت بالمستشفى لإجراء فحوصات دقيقة وكانت حينها مع حفيدها بالسيارة، فقال لها انه يرى سرعة نبض القلب». ذهبت للمستشفى الاميري ورقدت يومين وبعد الفحوصات افصح لها طبيبها ان الأمر قد يكون مقدورا عليه لو كانت في بيتها أو في سيارتها، لكن الخطورة حين تسافر في مهمات العمل بالطائرة، وربما فاجأتني سرعة النبضات فلا يوجد على الطائرة ما يسعفها وبأن العلاج بالعقاقير غير ناجح، والحل هو في إجراء عملية كي للشريان المسبب لسرعة النبض، وأجرتها في المستشفى الصدري

### المناصب التي تقلدتها
- عضو لجنة تدريس في المعهد العالي للفنون الكويت
- تعتبر من مؤسسي لجنة مسرح الطفل
- رقيبة لمسرح الطفل العربي
- وعضوة في المجلس الوطني للثقافة والفنون والآداب لمدة أربع سنوات
- عضوة دائمة في مهرجان القاهرة للإذاعة والتليفزيون[8]
- عضو في رابطة الأدباء الكويتيين [9]

### تكريمات
- الكويت: تكريم في الكويت عن مجمل مسيرتها المهنية (2006) [10]
- تونس: افتتاح «المهرجان العربي للإذاعة والتلفزيون الـ 16»(2015)[11]

## أعمالها

### الكتابة
- «حروف الأثير»
- «الموال»
- «أغاني النساء في الخليج»
- هب السعد [12]
- (2008): قلائد القوة
- (2016): قمر الزمان[13]

### إعداد البرامج
- مطبخ رمضان:(برنامج تلفزيوني)
- (2015):(رجال من الكويت): (برنامج تلفزيوني)

### تقديم البرامج
- نافذة على التاريخ: (برنامج إذاعي)
- نجوم القمة: (برنامج إذاعي)
- أمس اليوم وغدا:(برنامج تلفزيوني)
- (1975): مع الناس:(برنامج تلفزيوني)
- (1986): شريط فيديو مع النجوم:(برنامج تلفزيوني)
- (1997): سهرة الطرب الأصيل:(برنامج تلفزيوني)
- (2008): قديم الفن:(برنامج إذاعي)
- (2015)-(2017):(أطياف فنية): (برنامج إذاعي)
- (2015)-(2017):(رجال من الكويت): (برنامج تلفزيوني)

### التمثيل
- (1964): التجربة الوحيدة في التمثيل المسرحي كانت عام مع فرقة المسرح الكويتي ولكنها فشلت ولم تكررها مرة أخرى وكانت في مسرحية «حظها يكسر الصخر»
- (1977): قصة موال

### التأليف التلفزيوني
- (2019):أزواج ولكن
- (2016): أحمدوه
- (2012):لا وجود للحب
- (1998): الملف
- (1997): الطير والعاصفة
- (1995): الرجل والظل
- (1994): الكنز
- (1990): للحياة بقية
- (1990): الأمل الضائع
- (1988): عندما يختنق الحب
- (1987):أوراق الخريف
- (1987): الحصاد المر
- (1986): المغامرون الثلاثة
- (1985): سندس
- (1983): غدا تبدأ الحياة
- (1977): أزهار الشك
- (1977): اللعبة